# Credo calcedoniano
O Credo da Calcedônia, ou Credo de Caldedónia, foi escrito no Concílio de Calcedónia, na Ásia menor, em 451.
Resultou do Concílio de Calcedónia no que trata da controvérsia entre as igrejas ocidentais e orientais a respeito da encarnação e a natureza de Jesus Cristo (união hipostática). Algumas igrejas não aceitam esse credo, vide Igrejas Orientais Ortodoxas.

## Contexto
O Concílio de Calcedônia foi convocado para considerar a questão cristológica à luz da visão de "uma natureza" de Cristo proposta por Eutiques, arquimandrita de Constantinopla, que prevaleceu no Segundo Concílio de Éfeso em 449, às vezes referido como o "Sínodo do Ladrão".
O Concílio primeiro ratificou solenemente o Credo Niceno adotado em 325 e aquele credo alterado pelo Primeiro Concílio de Constantinopla em 381. Também confirmou a autoridade de duas cartas sinodais de Cirilo de Alexandria e a carta do Papa Leão I a Flaviano de Constantinopla.

## Credo da Calcedônia
Fiéis aos santos Pais, todos nós, perfeitamente unânimes, ensinamos que se deve confessar um só e mesmo Filho, nosso Senhor Jesus Cristo, perfeito quanto à divindade, e perfeito quanto à humanidade;
verdadeiramente Deus e verdadeiramente homem, constando de alma racional e de corpo,
consubstancial com o Pai, segundo a divindade, e consubstancial a nós, segundo a humanidade; em tudo semelhante a nós, excetuando o pecado;
gerado segundo a divindade pelo Pai antes de todos os séculos, e nestes últimos dias, segundo a humanidade, por nós e para nossa salvação, nascido da Virgem Maria, mãe de Deus; um e só mesmo Cristo, Filho, Senhor, Unigênito, que se deve confessar, em duas naturezas, inconfundíveis, imutáveis, indivisíveis, inseparáveis;
a distinção de naturezas de modo algum é anulada pela união, antes é preservada a propriedade de cada natureza, concorrendo para formar uma só pessoa e em uma subsistência;
não separado nem dividido em duas pessoas, mas um só e o mesmo Filho, o Unigênito, Verbo de Deus, o Senhor Jesus Cristo,
conforme os profetas desde o princípio acerca dele testemunharam, e o mesmo Senhor Jesus nos ensinou, e o Credo dos santos Pais nos transmitiu.

## Dissidência Ortodoxa Oriental
A definição Calcedônia foi escrita em meio a controvérsias entre as igrejas ocidentais e orientais sobre o significado da Encarnação (ver Cristologia). A igreja ocidental prontamente aceitou o credo, mas algumas igrejas orientais não. Distúrbios políticos impediram os bispos armênios de comparecer. Embora Calcedônia tenha reafirmado a condenação de Nestório pelo Terceiro Concílio, os não-calcedônios sempre suspeitaram que a Definição Calcedônia tendia ao Nestorianismo. Isso ocorreu em parte por causa da restauração de vários bispos depostos no Segundo Concílio de Éfeso, bispos que haviam indicado anteriormente o que parecia ser apoio às posições nestorianas.
A Igreja Copta de Alexandria discordou, mantendo a fórmula preferida de Cirilo de Alexandria para a unidade da natureza de Cristo na encarnação de Deus o Verbo como "de duas naturezas".  A linguagem de Cirilo não é consistente e ele pode ter apoiado a visão de que é possível contemplar em teoria duas naturezas após a encarnação,  mas a Igreja de Alexandria sentiu que a Definição deveria ter declarado que Cristo seria reconhecido "fora de duas naturezas" em vez de "em duas naturezas".
A definição define que Cristo é "reconhecido em duas naturezas", que "se unem em uma pessoa e uma hipóstase". A definição formal de "duas naturezas" em Cristo foi entendida pelos críticos do concílio na época, e é entendida por muitos historiadores e teólogos hoje, ao lado da cristologia ocidental e antioquena e divergir do ensino de Cirilo de Alexandria, que sempre salientou que Cristo é "um". No entanto, uma análise moderna das fontes do credo (por A. de Halleux, na Revue Theologique de Louvain 7, 1976) e uma leitura dos atos, ou procedimentos, do concílio mostram que os bispos consideravam Cirilo a grande autoridade e que mesmo a linguagem de "duas naturezas" deriva dele.
Esta posição miafisita, historicamente caracterizada pelos seguidores calcedônios como "monofisismo", embora isso seja negado pelos dissidentes, formou a base para a distinção da Igreja Copta do Egito e da Etiópia e as igrejas "jacobitas" da Síria, e a Igreja Apostólica Armênia (veja Ortodoxia Oriental) de outras igrejas.